# Heather Hunter
Heather Hunter (născută Heather Keisha Hunter pe 1 octombrie 1969 în New York, New York) este o actriță porno americană. Ea este cunoscută sub nume diferite ca Double H și Haether Hunter.

## Premii și nominalizări
| An   | Premiu                        | Rezultat     | Nominalizare                                           |
| ---- | ----------------------------- | ------------ | ------------------------------------------------------ |
| 1999 | X-Rated Critics' Organization | Nominalizare | Best Girl-Girl Scene (zusammen mit Janine Lindemulder) |
| 2003 | Adult Video News Awards       | Câștigat     |                                                        |